# Adolfo Vargas
Adolfo Vargas y Cienfuegos (Badajoz, 1836-Badajoz, 1901) fue un escritor y periodista español.

## Biografía
Nació en 1836 en Badajoz. Farmacéutico de profesión, fue colaborador en Badajoz de El Iris (1866), La Crónica y El Eco de Extremadura. Poeta festivo y descrito como un «personaje de comportamiento bohemio y desenfadado», escribió también comedias para el teatro. Falleció a mediados de mayo de 1901 en Badajoz. Entre sus obras se encontraron títulos como Real Hospicio de Badajoz, su fundación, derechos y privilegios (1896) y La Romería de Botoz. Los Destinos públicos.